# Dolichoderus piceus
Dolichoderus piceus är en myrart som beskrevs av Mackay 1993. Dolichoderus piceus ingår i släktet Dolichoderus och familjen myror. Inga underarter finns listade i Catalogue of Life.